# Primera República filipina
La República Filipina, Hoy oficialmente recordada como la Primera República filipina y también conocida por los historiadores como la República de Malolos, fue un Estado establecido en Malolos, Bulacan, durante la Revolución filipina contra el Imperio español (1896-1898) y la guerra hispano-estadounidense entre España y Estados Unidos (1898) mediante la promulgación de la Constitución de Malolos el 23 de enero de 1899, sucediendo al Gobierno Revolucionario de Filipinas. Se estableció formalmente bajo la presidencia de Emilio Aguinaldo. No fue reconocido fuera de Filipinas, pero permaneció activo hasta el 19 de abril de 1901. Después de la victoria estadounidense en la Batalla de Cavite, Aguinaldo regresó a Filipinas, emitió la Declaración de Independencia de Filipinas el 12 de junio de 1898 y proclamó sucesivos gobiernos revolucionarios filipinos el 18 y el 23 de junio de ese año. 
En diciembre de 1898, España y Estados Unidos firmaron el Tratado de París de 1898, poniendo fin a la guerra hispano-estadounidense. Como parte del tratado, España cedió Filipinas a Estados Unidos. El tratado no se proclamó formalmente hasta el 11 de abril de 1899, fecha en que se intercambiaron ratificaciones. Mientras tanto, el 23 de enero de 1899 se proclamó la Constitución de Malolos, que establecía la Primera República Filipina, y el 4 de febrero de 1899 estallaron combates en Manila entre fuerzas estadounidenses y filipinas, en lo que derivó en la guerra filipino-estadounidense. Aguinaldo fue capturado por las fuerzas estadounidenses el 23 de marzo de 1901 en Palanán, Isabela, y declaró su lealtad a los EE. UU. el 19 de abril de 1901, poniendo fin efectivamente a la República de Filipinas.
La Primera República filipina se caracteriza a veces como la primera república constitucional propiamente dicha de Asia, Aunque existieron varias repúblicas asiáticas anteriores, como las Mahajanapadas de la antigua India, la República de Lanfang, la República de Formosa o la República de Ezo. El propio Aguinaldo había liderado varios gobiernos antes de Malolos, como los establecidos en Tejeros y Biak-na-Bato, que se autodenominaban República de Filipinas. Sin embargo, a diferencia de los documentos fundacionales de esos gobiernos, la Constitución de Malolos fue debidamente aprobada por un congreso parcialmente elegido y propugnaba una verdadera democracia representativa.

## Historia

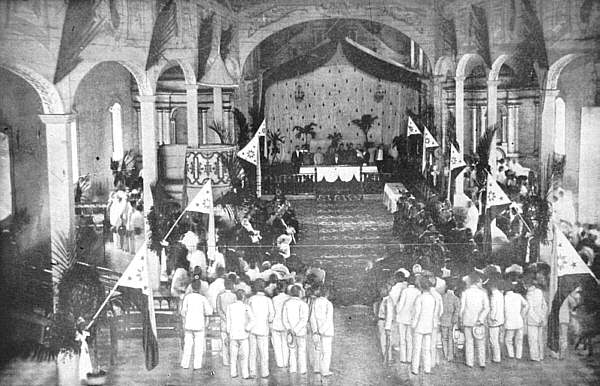
Una sesión del Congreso de Malolos en la Iglesia de Barásoain.

La república fue formada después de los acontecimientos derivados de la Declaración de Independencia de Filipinas. Adoptó la Constitución Política de la República filipina, preparada por la Convención Constitucional filipina en la iglesia de Barásoain en Malolos en 1899 para sustituir al gobierno dictatorial establecido por el Pacto de Biak-na-Bato en 1897. Fue aprobado por Aguinaldo y diez delegados para la Asamblea de Representantes el 21 de enero de 1899. La convención antes decidió al presidente Aguinaldo el 1 de enero de 1899, la conducción a su inauguración el 23 de enero del mismo año.

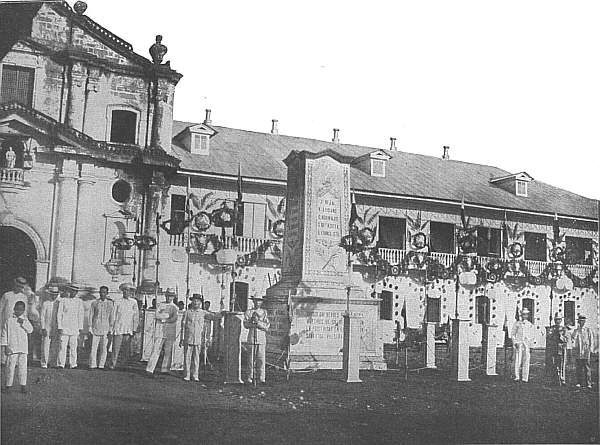
Guardias y soldados de la fuerza revolucionaria durante una sesión en el Congreso.

### Guerra filipino-estadounidense
Las relaciones tensas permanecieron durante la Guerra filipino-estadounidense. Emilio Aguinaldo y sus hombres huyeron al norte de Luzón, tratando de resistir a las fuerzas americanas. 
Aguinaldo fue capturado mediante una estratagema por la cual un batallón estadounidense simulaba rendirse. El 1 de abril de 1901 Aguinaldo juró lealtad a los Estados Unidos, terminando formalmente la Primera República y reconociendo la soberanía de los Estados Unidos sobre Filipinas.
Sin embargo, Macario Sakay continuó la resistencia contra Estados Unidos tras la declaración oficial estadounidense de final de la guerra en 1902 y asumió la presidencia de la Primera República de Filipinas, a la que renombró como República filipina Tagala, convirtiéndose así en el segundo presidente no oficial de Filipinas.
Sakay fue también capturado mediante promesas falsas de indulto e incorporación a un supuesto futuro gobierno independiente de Filipinas. Una vez se hubo voluntariamente entregado, fue juzgado por un tribunal militar de EE. UU., condenado como bandido y ahorcado en 1907.

## Gabinete
| Cargo                                         | Nombre               |  |
|                                               |                      |  |
| Presidente                                    | Emilio Aguinaldo     |  |
| Primer ministro                               | Apolinario Mabini    |  |
|                                               | Pedro Paterno        |  |
|                                               |                      |  |
| Ministro de Asuntos Exteriores                | Apolinario Mabini    |  |
|                                               | Felipe Buencamino    |  |
| Ministro de Finanzas y Guerra                 | Gen. Mariano Trías   |  |
| Ministro de Interior                          | Teodoro Sandico      |  |
|                                               | Severino de las Alas |  |
| Ministro de Guerra                            | Baldomero Aguinaldo  |  |
| Ministerio de Bienestar Social                | Gracio Gonzaga       |  |
| Ministro de Agricultura, Industria y Comercio | León María Guerrero  |  |
| Ministro de Finanzas                          | Hugo Ilagan          |  |
| Ministro de Instrucción Pública               | Águedo Velarde       |  |
| Ministro de Asuntos Públicos y Comunicaciones | Máximo Paterno       |  |